# Women's Premier League
De Women's Premier League is de derde hoogste afdeling voor vrouwenvoetbal in Engeland. Tot 2011, met de oprichting van FA Women's Super League, was het de hoogste afdeling van het vrouwenvoetbal. De competitie ging in 1992 van start. De winnaar plaatst zich voor de UEFA Women's Champions League. De laatste twee teams degraderen naar de Northern en Southern Division. Recordhouder Arsenal Ladies is tevens de huidige titelhouder.

## Deelnemers seizoen 2008/09
Onderstaande lijst is de eindstand van het seizoen 2007/08
Gedegradeerd in 2007/08

## Kampioenen
- 1993 - Arsenal
- 1994 - Doncaster Rovers
- 1995 - Arsenal
- 1996 - Charlton Athletic
- 1997 - Arsenal
- 1998 - Everton

- 1999 - Charlton Athletic
- 2000 - Charlton Athletic
- 2001 - Arsenal
- 2002 - Arsenal
- 2003 - Fulham
- 2004 - Arsenal

- 2005 - Arsenal
- 2006 - Arsenal
- 2007 - Arsenal
- 2008 - Arsenal
- 2009 - Arsenal
- 2010 - Arsenal

- 2011 - Sunderland
- 2012 - Sunderland
- 2013 - Sunderland

## Ranglijst kampioenen (1993-2013)
| Club              | Titels |
| ----------------- | ------ |
| Arsenal           | 12     |
| Charlton Athletic | 3      |
| Sunderland        | 3      |
| Doncaster Rovers  | 1      |
| Everton           | 1      |
| Fulham            | 1      |